# Realismo scotista
Il realismo scotista, chiamato anche formalismo scotista o realismo scolastico, è una forma di realismo moderato assunta dal filosofo Duns Scoto nell'ambito della disputa sugli universali.
Essa si colloca in una posizione intermedia fra il realismo moderato aristotelico immanente e il concettualismo di Abelardo. A differenza del realismo platonico, Scoto non crede che le idee esistano in un qualche "terzo regno"o  "Paradiso platonico" quale è l'Iperuranio, quanto piuttosto che gli universali esistono nella mente infinita di Dio (influsso del platonismo), oltreché nella mente umana finita e negli oggetti individuati.

## Nella Scolastica

Antonio De Fantis, Tabula generalis ac Mare magnum Scotice subtilitatis

Il problema degli universali risale a Platone che, nell'ambito della teoria delle forme, insegnava l'esistenza di idee universali. Molti pensatori successivi rigettarono questa tesi: tra essi, Pietro Abelardo riteneva che le idee fossero meri costrutti mentali.
Nel suo Opus Oxoniense, Scoto respinse l'opinione di Abelardo, affermando che le idee possiedono un'esistenza reale e sostanziale. In quest'opera Scoto introdusse la parola "ecceità":
(Scoto, Ordinatio II, d. 3, pag. 1. q. 6, n. 210 [Scoto, (1950-), 7:412-413; Spada (1994), 69])
Scoto sostenne quindi che la forma è il migliore principio di individuazione di un oggetto, dato che la forma -più della materia- permette di differenziare gli oggetti gli uni dagli altri. Questa nozione è centrale nell'ecceità e nella distinzione formale. 
Si può obiettare che una tale visione distrugge la realtà dell'universale facendola dipendere da una relazione con il pensiero. Peirce rispose che questa obiezione scaturiva dalla convinzione che il reale debba essere del tutto indipendente dall'attività riflessiva, cioè debba essere una cosa in sé. Ma la nozione della cosa in sé è contraddittoria, poiché richiede di pensare a ciò che è per definizione fuori dal pensiero. Non possiamo avere alcuna concezione di alcuna realtà inconoscibile. Secondo lui, "un realista è semplicemente colui che non conosce una realtà più recondita di quella che è rappresentata in una rappresentazione vera".
Scoto rigettò la distinzione reale fra essenza ed esistenza, pilastro fondativo della metafisica tomistica.

## Interpretazione di CS Peirce
Il filosofo americano Charles Sanders Peirce fu molto influenzato da Scoto.
Peirce interpretò l'idea scotista di individuazione (o ecceità) nei termini della propria categoria di "secondità". Quando pensiamo a questo, stiamo mettendo in relazione il nostro dito puntato, per esempio, o un particolare organo di senso con un'altra cosa individuale. Come disse Scoto, "nulla è questo in sé". È così solo in relazione a qualcos'altro. 